# Ferdinand von Wilczek
Ferdinand von Wilczek (nome completo in tedesco Ferdinand Maria Joseph Wilhelm; Dobroslavice, 28 maggio 1893 – Seebarn, 5 luglio 1977) è stato un conte austriaco con cittadinanza liechtensteinese.

## Biografia
Ferdinand nacque nel 1893 a Dobroslavice, in Austria-Ungheria, come il terzo dei quattro figli di Johann Nepomuk von Wilczek (1861-1929) e di Elisabeth Kinsky von Wchinitz und Tettau (1865-1941). Era fratello di Johann (1884-1968), Karl (1888-1949) e Lucia (1895-1977).
Prestò servizio da ufficiale durante la prima guerra mondiale e trascorse due anni come prigioniero dei russi. Venne trasferito nel campo di prigionia di Astrachan' con l'amico Zdenko Radslav Kinsky per opera della sorella di lui, Nora, attiva nella cura dei prigionieri. La sposò l'8 gennaio 1921 a Vienna e nel 1922 iniziò gli studi di legge a Graz.
Nel 1943 divenne un cittadino del Liechtenstein e, tra le terre della sua dinastia, amministrò i possedimenti nel Basso Danubio e nel Sudetenland. Nel 1945 si trasferì nel castello di Vaduz, residenza della famiglia di sua figlia Giorgina, e fu particolarmente legato ai nipoti Giovanni Adamo, Filippo e Nikolaus. Dallo stesso anno al 1970 lavorò come delegato estero della Croce Rossa Liechtensteinese.
Conservò i diari scritti dalla moglie nei tempi in cui fu infermiera in Russia e ne permise la pubblicazione nel 1976. Morì l'anno successivo nel castello di Seebarn, vicino Vienna, all'età di 84 anni. Venne tumulato nel burg Kreuzenstein a Leobendorf.
Preparò una significativa opera araldico-genealogica sulla famiglia Wilczek con Franz Josef von Haüssler e Hanno von Halem, pubblicata postuma nel 1983. Una copia fu donata al genero Francesco Giuseppe II dall'HVFL (Associazione Storica del Principato del Liechtenstein) in occasione dei suoi 45 anni di regno.

## Opere
- (DE) Wappen und Ahnentafeln: die Ahnen des Reichsgrafen Dr. Ferdinand Wilczek Frei- und Bannerherr von Hultschin und Gutenland, con Franz Josef von Haüssler e Hanno von Halem, Vienna, Böhlau Verlag, 1983.

## Discendenza
Ferdinand von Wilczek e Nora Kinsky von Wchinitz und Tettau ebbero due figli:
- Giorgina (1921-1989), con il marito Francesco Giuseppe II del Liechtenstein (1906-1989) ebbe quattro figli e una figlia;
- Un figlio nato morto (1923).

## Titoli e trattamento
- 28 maggio 1893 - 5 luglio 1977: Conte Ferdinand von Wilczek

## Ascendenza
|                                                      |                                       |                                                               | Genitori                                        |  |  | Nonni |  |  | Bisnonni               |  |  | Trisnonni               |  |
|                                                      |                                       |                                                               |                                                 |  |  |       |  |  | Stanislaus von Wilczek |  |  | Franz Josef von Wilczek |  |
|                                                      |                                       |                                                               |                                                 |  |  |       |  |  | Stanislaus von Wilczek |  |  | Franz Josef von Wilczek |  |
|                                                      |                                       | Maria Theresia zu Oettingen-Oettingen und Oettingen-Spielberg |                                                 |  |  |       |  |  | Stanislaus von Wilczek |  |  |                         |  |
| Johann Nepomuk Wilczek                               |                                       |                                                               |                                                 |  |  |       |  |  | Stanislaus von Wilczek |  |  |                         |  |
|                                                      |                                       | Gabrielle von Reischach                                       | Judas Thaddäus von Reischach                    |  |  |       |  |  |                        |  |  |                         |  |
|                                                      |                                       | Gabrielle von Reischach                                       | Judas Thaddäus von Reischach                    |  |  |       |  |  |                        |  |  |                         |  |
|                                                      |                                       | Gabrielle von Reischach                                       | Marie Caroline Kollonitz de Kollográd           |  |  |       |  |  |                        |  |  |                         |  |
| Johann Nepomuk von Wilczek                           |                                       | Gabrielle von Reischach                                       |                                                 |  |  |       |  |  |                        |  |  |                         |  |
|                                                      |                                       | Giordano Emo Capodilista                                      | Leonardo Emo                                    |  |  |       |  |  |                        |  |  |                         |  |
|                                                      |                                       | Giordano Emo Capodilista                                      | Leonardo Emo                                    |  |  |       |  |  |                        |  |  |                         |  |
|                                                      |                                       | Giordano Emo Capodilista                                      | Beatrice Capodilista                            |  |  |       |  |  |                        |  |  |                         |  |
| Emma Emo Capodilista                                 |                                       | Giordano Emo Capodilista                                      |                                                 |  |  |       |  |  |                        |  |  |                         |  |
|                                                      |                                       | Lucia Maldura                                                 | Federico Maldura                                |  |  |       |  |  |                        |  |  |                         |  |
|                                                      |                                       | Lucia Maldura                                                 | Federico Maldura                                |  |  |       |  |  |                        |  |  |                         |  |
|                                                      |                                       | Lucia Maldura                                                 | Bianca Contarini                                |  |  |       |  |  |                        |  |  |                         |  |
| Ferdinand von Wilczek                                |                                       | Lucia Maldura                                                 |                                                 |  |  |       |  |  |                        |  |  |                         |  |
|                                                      | Rudolf Kinsky von Wchinitz und Tettau | Ferdinand Kinsky von Wchinitz und Tettau                      |                                                 |  |  |       |  |  |                        |  |  |                         |  |
|                                                      | Rudolf Kinsky von Wchinitz und Tettau | Ferdinand Kinsky von Wchinitz und Tettau                      |                                                 |  |  |       |  |  |                        |  |  |                         |  |
|                                                      | Rudolf Kinsky von Wchinitz und Tettau | Maria Charlotte von Kerpen                                    |                                                 |  |  |       |  |  |                        |  |  |                         |  |
| Ferdinand Bonaventura Kinsky von Wchinitz und Tettau | Rudolf Kinsky von Wchinitz und Tettau |                                                               |                                                 |  |  |       |  |  |                        |  |  |                         |  |
|                                                      |                                       | Wilhelmine von Colloredo-Mannsfeld                            | Hieronymus von Colloredo-Mansfeld               |  |  |       |  |  |                        |  |  |                         |  |
|                                                      |                                       | Wilhelmine von Colloredo-Mannsfeld                            | Hieronymus von Colloredo-Mansfeld               |  |  |       |  |  |                        |  |  |                         |  |
|                                                      |                                       | Wilhelmine von Colloredo-Mannsfeld                            | Wilhelmine von Waldstein-Wartenberg             |  |  |       |  |  |                        |  |  |                         |  |
| Elisabeth Kinsky von Wchinitz und Tettau             |                                       | Wilhelmine von Colloredo-Mannsfeld                            |                                                 |  |  |       |  |  |                        |  |  |                         |  |
|                                                      |                                       | Karl von und zu Liechtenstein                                 | Karl von und zu Liechtenstein                   |  |  |       |  |  |                        |  |  |                         |  |
|                                                      |                                       | Karl von und zu Liechtenstein                                 | Karl von und zu Liechtenstein                   |  |  |       |  |  |                        |  |  |                         |  |
|                                                      |                                       | Karl von und zu Liechtenstein                                 | Josepha von Khevenhüller-Metsch                 |  |  |       |  |  |                        |  |  |                         |  |
| Marie von und zu Liechtenstein                       |                                       | Karl von und zu Liechtenstein                                 |                                                 |  |  |       |  |  |                        |  |  |                         |  |
|                                                      |                                       | Franziska von Wrbna und Freudenthal                           | Rudolf von Wrbna und Freudenthal                |  |  |       |  |  |                        |  |  |                         |  |
|                                                      |                                       | Franziska von Wrbna und Freudenthal                           | Rudolf von Wrbna und Freudenthal                |  |  |       |  |  |                        |  |  |                         |  |
|                                                      |                                       | Franziska von Wrbna und Freudenthal                           | Maria Theresia von Kaunitz-Rietberg-Questenberg |  |  |       |  |  |                        |  |  |                         |  |
|                                                      |                                       | Franziska von Wrbna und Freudenthal                           |                                                 |  |  |       |  |  |                        |  |  |                         |  |